# 米哈伊尔·瑙莫维奇·古列维奇
米哈伊尔·瑙莫维奇·古列维奇（俄语：Михаил Наумович Гуревич，羅馬化：Mikhail Naumovich Gurevich，1959年—），苏联国际象棋棋手、特级大师。
古列维奇曾获得过乌克兰国际象棋冠军（1984年）、苏联国际象棋冠军（1985年）。1989年至1991年间，他一直是世界排名前十的棋手。其最高排名为世界第五。
1990年代后古列维奇的成绩开始下滑。不过此后他的战绩又开始恢复，于2001年1月获得其最高等级分2694分，排名世界第十四。2001年，他还以全胜战绩获得了比利时国际象棋全国冠军。2006年，又获得土耳其国际象棋全国冠军。
古列维奇于1985年获得国际大师称号，次年晋升为国际特级大师。